# Союз польских артистов-исполнителей STOART
Союз польских артистов-исполнителей STOART (польск. Związek Artystów Wykonawców STOART) — польская организация, управляющая смежными правами исполнителей на коллективной основе. Установленное Уставом организации полное название на английском языке — Union of Polish Performing Artists STOART.
Образован по инициативе Общества польских музыкантов (SPAM), Польского джазового общества (PSJ) и Польского общества эстрадных музыкантов (STOMUR).
Разрешение Министра культуры Республики Польша на осуществление деятельности в сфере коллективного управления STOART получил 21 июля 1995 года.

## Основные направления деятельности STOART
Статья 3 параграфа 4 Устава STOART устанавливает следующие направления деятельности Союза:
- исследование и защита прав исполнителей при использовании их исполнений способами, предусмотренными в разрешении министра культуры на осуществлении коллективного управления и сбор вознаграждения;
- реализация полномочий, предусмотренных для организации коллективного управления, в законе об авторском праве и смежных правах;
- содействие деятельности организаций-учредителей STOART и иных организаций, а также членам Союза и их правопреемникам по вопросам реализации их прав на использование исполнений и защиты профессиональных интересов артистов-исполнителей;
- деятельность, связанная с совершенствованием и продвижением авторского и смежных прав, в особенности, прав артистов-исполнителей.

В целях реализации уставных целей на территории Польши созданы 16 территориальных представительств STOART.
Общее число соглашений о выплате вознаграждения с пользователями достигло 12 тысяч.

## Руководство
- Председатель Правления — Михал Голя (Michał Gola).
- Директор — Влодзимеж Вишневски (Włodzimierz Wiśniewski).
- Казначей — Веслав Шиманьски (Wiesław Szymański).
- Председатель Ревизионной комиссии — Йоланта Собчак-Смолка (Jolanta Sobczak-Smołka).

## Международная деятельность
STOART является членом следующих международных организаций:
- AEPO (Association of European Performers’ Organizations);
- SCAPR (Societies Council for the Administration of Performers Rights);
- IPDA (International Data Base Association).

Кроме того, STOART имеет ряд соглашений о взаимном представительстве интересов с иностранными организациями по коллективному управлению правами исполнителей.
Партнером STOART в России является Всероссийская организация интеллектуальной собственности.